# Пођо Коно (Терамо)
Пођо Коно (итал. Poggio Cono) је насеље у Италији у округу Терамо, региону Абруцо.
Према процени из 2011. у насељу је живело 203 становника. Насеље се налази на надморској висини од 444 м.